# Denham Harman
Denham Harman, född 14 februari 1916 i San Francisco, Kalifornien, död 25 november 2014 i Omaha, Nebraska, var en amerikansk läkare och vetenskapsman i gerontologi. Han var professor emeritus vid University of Nebraska Medical Center. Han är mest känd som pionjär inom forskningen och utvecklingen av de fria radikalernas inverkan på åldrandet.